# Paranuncia gigantea
Paranuncia gigantea is een hooiwagen uit de familie Triaenonychidae.